# 리형근
리형근(? ~ )은 조선민주주의인민공화국의 정치인이다. 조선로동당 중앙위원회 위원 겸 자강도 인민위원장이다.

## 경력
2005년 황해남도 장연군 협동농장 경영위원회 부위원장을 지냈다. 2010년 9월, 조선로동당 중앙위원회 위원에 선임되었다.

## 기타
2011년 12월 김정일 사망 당시에 국가 장의위원회 위원을 맡았다.